# گوایماس
گوایماس (به اسپانیایی: Guaymas) از شهرهای کشور مکزیک است که در ایالت سونورا قرار دارد و جمعیت آن طبق سرشماری سال ۲۰۱۰ میلادی ۱۳۶٬۴۰۹ نفر بوده است.